# West Peak
Der West Peak (englisch für Westgipfel) ist ein 155 m hoher und nahezu unvereister Berg auf Inaccessible Island in den zum antarktischen Ross-Archipel gehörenden Dellbridge-Inseln. Er ragt im westlichen Abschnitt der Insel auf.
Die Benennung nahm das New Zealand Antarctic Place-Names Committee vor.